# Nordic Regional Airlines

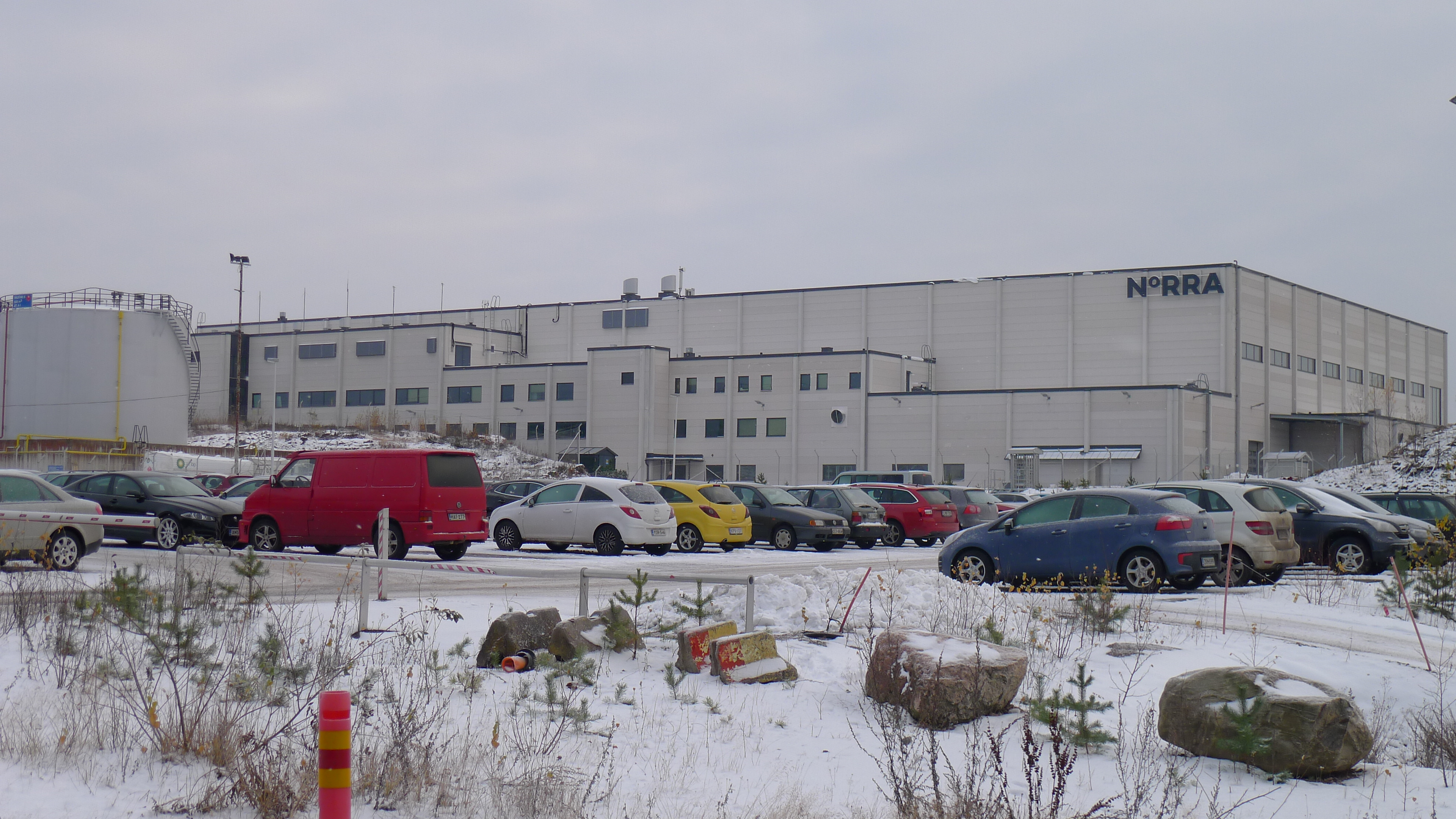
Seu Central de Nordic Regional Airlines a Vantaa

Nordic Regional Airlines, també coneguda com a Norra, és una aerolínia finlandesa. La missió principal de la companyia és proporcionar operacions de vol regionals, de manera segura i d'alta qualitat per a altres companyies aèries, de forma àgil, ecològica i econòmica.
Norra és un soci de Finnair i opera una part significativa del trànsit nacional i europea de Finnair. La companyia opera més de 50 000 vols anuals.
La flota moderna i jove de la companyia inclou 24 avions, 12 dels quals estan perfectament adequats per a distàncies curtes cap al clima del nord i tenen turbohèlices ATR, així com 12 Embraer E190, adequats per a distàncies lleugerament més llargues i el transport europeu.
La seu central i d'operacions de l'empresa es troba a Hèlsinki-Vantaa i l'administració financera a Seinäjoki. L'aerolínia és una important font d'ocupació en el sector de l'aviació de Finlàndia, que dona feina al voltant de 600 persones. La companyia és propietat de Staffpoint Holding Oy (45%), Finnair Oyj (40%) i Kilco (15%).
La flota d'ATR de la companyia du el distintiu de Norra. La flota d'Embraer continuarà sota els colors de Finnair. Està composta per 12 ATR 72-500 i 12 Embraer-190.